# Francja na Zimowych Igrzyskach Olimpijskich 2022
Francja na Zimowych Igrzyskach Olimpijskich 2022 – występ kadry sportowców reprezentujących Francję na igrzyskach olimpijskich, które odbyły się w Pekinie, w Chińskiej Republice Ludowej, w dniach 4-20 lutego 2022 roku.
Reprezentacja Francji liczyła osiemdziesięcioro sześcioro zawodników – trzydzieści sześć kobiet i pięćdziesięciu mężczyzn.
Był to dwudziesty czwarty start Francji na zimowych igrzyskach olimpijskich.

## Zdobyte medale
Francuzi zdobyli 14 medali - 5 złotych, 7 srebrnych i 2 brązowe, w 6 dyscyplinach. Najwięcej medali - 7, w tym 3 złote i 4 srebrne były zasługą biathlonistów.
Był to najlepszy wynik w dotychczasowej historii startów Francji na zimowych igrzyskach olimpijskich. Pobito rekord z dotychczas najlepszych w wykonaniu Francuzów poprzednich Zimowych Igrzyskach Olimpijskich 2018 w Pjongczangu.
Najbardziej utytułowanym francuskim zawodnikiem igrzysk został biathlonista Quentin Fillon Maillet, zdobywca dwóch złotych i trzech srebrnych medali.
| Data      | Medal  | Zawodnik                                                                        | Dyscyplina            | Konkurencja                |
| --------- | ------ | ------------------------------------------------------------------------------- | --------------------- | -------------------------- |
| 5 lutego  | Srebro | Anaïs Chevalier-Bouchet, Quentin Fillon Maillet, Émilien Jacquelin, Julia Simon | Biathlon              | sztafeta mieszana          |
| 7 lutego  | Srebro | Anaïs Chevalier-Bouchet                                                         | Biathlon              | bieg indywidualny kobiet   |
| 7 lutego  | Srebro | Johan Clarey                                                                    | Narciarstwo alpejskie | zjazd mężczyzn             |
| 8 lutego  | Złoto  | Quentin Fillon Maillet                                                          | Biathlon              | bieg indywidualny mężczyzn |
| 8 lutego  | Srebro | Tess Ledeux                                                                     | Narciarstwo dowolne   | big air kobiet             |
| 9 lutego  | Srebro | Chloé Trespeuch                                                                 | Snowboarding          | snowboard cross kobiet     |
| 12 lutego | Srebro | Quentin Fillon Maillet                                                          | Biathlon              | sprint mężczyzn            |
| 13 lutego | Złoto  | Quentin Fillon Maillet                                                          | Biathlon              | bieg pościgowy mężczyzn    |
| 13 lutego | Brąz   | Richard Jouve, Hugo Lapalus, Clément Parisse, Maurice Manificat                 | Biegi narciarskie     | sztafeta mężczyzn          |
| 13 lutego | Brąz   | Mathieu Faivre                                                                  | Narciarstwo alpejskie | slalom gigant mężczyzn     |
| 14 lutego | Złoto  | Gabriella Papadakis, Guillaume Cizeron                                          | Łyżwiarstwo figurowe  | pary taneczne              |
| 15 lutego | Srebro | Fabien Claude, Quentin Fillon Maillet, Émilien Jacquelin, Simon Desthieux       | Biathlon              | sztafeta mężczyzn          |
| 16 lutego | Złoto  | Clément Noël                                                                    | Narciarstwo alpejskie | slalom mężczyzn            |
| 18 lutego | Złoto  | Justine Braisaz-Bouchet                                                         | Biathlon              | bieg masowy kobiet         |

## Reprezentanci

### Biathlon
| Zawodnik                                                                     | Konkurencja                | Strzelanie   | Czas      | Miejsce | Źródło |
| ---------------------------------------------------------------------------- | -------------------------- | ------------ | --------- | ------- | ------ |
| Anaïs Bescond                                                                | bieg indywidualny kobiet   | 4 (2+1+0+1)  | 48:26.0   | 30.     | [ 1 ]  |
| Anaïs Bescond                                                                | bieg masowy kobiet         | 10 (0+2+3+5) | 46:02.3   | 29.     | [ 1 ]  |
| Anaïs Bescond                                                                | bieg pościgowy kobiet      | 5 (2+0+1+2)  | 38:46.4   | 27.     | [ 1 ]  |
| Anaïs Bescond                                                                | sprint kobiet              | 1 (1+0)      | 21:53.1   | 9.      | [ 1 ]  |
| Justine Braisaz-Bouchet                                                      | bieg indywidualny kobiet   | 5 (0+2+2+1)  | 49:10.1   | 40.     | [ 2 ]  |
| Justine Braisaz-Bouchet                                                      | bieg masowy kobiet         | 4 (2+1+0+1)  | 40:18.0   | złoto   | [ 2 ]  |
| Justine Braisaz-Bouchet                                                      | bieg pościgowy kobiet      | DNS          | DNS       | DNS     | [ 2 ]  |
| Justine Braisaz-Bouchet                                                      | sprint kobiet              | 3 (1+2)      | 23:18.4   | 48.     | [ 2 ]  |
| Anaïs Chevalier-Bouchet                                                      | bieg indywidualny kobiet   | 1 (0+0+0+1)  | 44:22.1   | srebro  | [ 3 ]  |
| Anaïs Chevalier-Bouchet                                                      | bieg masowy kobiet         | 5 (2+0+2+1)  | 43:29.7   | 19.     | [ 3 ]  |
| Anaïs Chevalier-Bouchet                                                      | sprint kobiet              | 4 (1+3)      | 24:02.0   | 68.     | [ 3 ]  |
| Fabien Claude                                                                | bieg indywidualny mężczyzn | 2 (1+1+0+0)  | 50:25.5   | 9.      | [ 4 ]  |
| Fabien Claude                                                                | bieg masowy mężczyzn       | 5 (1+2+1+1)  | 42:49.8   | 26.     | [ 4 ]  |
| Fabien Claude                                                                | bieg pościgowy mężczyzn    | 7 (3+1+1+2)  | 42:54.5   | 16.     | [ 4 ]  |
| Fabien Claude                                                                | sprint mężczyzn            | 3 (1+2)      | 25:41.6   | 21.     | [ 4 ]  |
| Simon Desthieux                                                              | bieg indywidualny mężczyzn | 3 (1+2+0+0)  | 51:46.8   | 17.     | [ 5 ]  |
| Simon Desthieux                                                              | bieg masowy mężczyzn       | 5 (1+2+1+1)  | 41:11.4   | 16.     | [ 5 ]  |
| Simon Desthieux                                                              | bieg pościgowy mężczyzn    | 3 (2+0+0+1)  | 41:54.7   | 7.      | [ 5 ]  |
| Simon Desthieux                                                              | sprint mężczyzn            | 2 (0+2)      | 25:45.0   | 24.     | [ 5 ]  |
| Quentin Fillon Maillet                                                       | bieg indywidualny mężczyzn | 2 (0+1+1+0)  | 48:47.4   | złoto   | [ 6 ]  |
| Quentin Fillon Maillet                                                       | bieg masowy mężczyzn       | 5 (1+1+0+3)  | 39:40.0   | 4.      | [ 6 ]  |
| Quentin Fillon Maillet                                                       | bieg pościgowy mężczyzn    | 0 (0+0+0+0)  | 39:07.5   | złoto   | [ 6 ]  |
| Quentin Fillon Maillet                                                       | sprint mężczyzn            | 1 (1+0)      | 24:25.9   | srebro  | [ 6 ]  |
| Émilien Jacquelin                                                            | bieg indywidualny mężczyzn | 7 (0+3+2+2)  | 56:31.4   | 72.     | [ 7 ]  |
| Émilien Jacquelin                                                            | bieg masowy mężczyzn       | 5 (2+1+0+2)  | 42:08.7   | 22.     | [ 7 ]  |
| Émilien Jacquelin                                                            | bieg pościgowy mężczyzn    | 6 (2+3+0+1)  | 42:13.7   | 9.      | [ 7 ]  |
| Émilien Jacquelin                                                            | sprint mężczyzn            | 2 (1+1)      | 25:06.3   | 9.      | [ 7 ]  |
| Julia Simon                                                                  | bieg indywidualny kobiet   | 4 (0+0+1+3)  | 47:09.1   | 21.     | [ 8 ]  |
| Julia Simon                                                                  | bieg masowy kobiet         | 6 (0+1+3+2)  | 41:40.6   | 6.      | [ 8 ]  |
| Julia Simon                                                                  | bieg pościgowy kobiet      | 2 (0+1+1+0)  | 37:05.2   | 8.      | [ 8 ]  |
| Julia Simon                                                                  | sprint kobiet              | 3 (1+2)      | 22:40.3   | 29.     | [ 8 ]  |
| Anaïs Bescond Justine Braisaz-Bouchet Anaïs Chevalier-Bouchet Julia Simon    | sztafeta kobiet            | 2+10         | 1:13:16,9 | 6.      | [ 9 ]  |
| Fabien Claude Émilien Jacquelin Simon Desthieux Quentin Fillon Maillet       | sztafeta mężczyzn          | 0+9          | 1:20:17.6 | srebro  | [ 10 ] |
| Anaïs Chevalier-Bouchet Quentin Fillon Maillet Émilien Jacquelin Julia Simon | sztafeta mieszana          | 3+11         | 1:06:46.5 | srebro  | [ 11 ] |

### Biegi narciarskie
| Zawodnik                                                     | Konkurencja                | Kwalifikacje | Kwalifikacje | Ćwierćfinały | Ćwierćfinały | Półfinały | Półfinały | Finał     | Finał   | Źródło |
| Zawodnik                                                     | Konkurencja                | Czas         | Miejsce      | Czas         | Miejsce      | Czas      | Miejsce   | Czas      | Miejsce | Źródło |
| ------------------------------------------------------------ | -------------------------- | ------------ | ------------ | ------------ | ------------ | --------- | --------- | --------- | ------- | ------ |
| Adrien Backscheider                                          | bieg masowy mężczyzn       | —            | —            | —            | —            | —         | —         | 1:16:16.6 | 34.     | [ 12 ] |
| Coralie Bentz                                                | bieg indywidualny kobiet   | —            | —            | —            | —            | —         | —         | 31:17.6   | 40.     | [ 13 ] |
| Coralie Bentz                                                | bieg łączony kobiet        | —            | —            | —            | —            | —         | —         | 49:34.4   | 38.     | [ 13 ] |
| Coralie Bentz                                                | bieg masowy kobiet         | —            | —            | —            | —            | —         | —         | 1:38:08.2 | 44.     | [ 13 ] |
| Lucas Chanavat                                               | sprint mężczyzn            | 2:45.03      | 1. Q         | 2:53.43      | 2. Q         | 2:52.92   | 5.        | NQ        | 9.      | [ 14 ] |
| Delphine Claudel                                             | bieg łączony kobiet        | —            | —            | —            | —            | —         | —         | 45:31.5   | 9.      | [ 15 ] |
| Delphine Claudel                                             | bieg masowy kobiet         | —            | —            | —            | —            | —         | —         | 1:27:34.0 | 7.      | [ 15 ] |
| Flora Dolci                                                  | bieg masowy kobiet         | —            | —            | —            | —            | —         | —         | 1:32:04.7 | 24.     | [ 16 ] |
| Mélissa Gal                                                  | bieg indywidualny kobiet   | —            | —            | —            | —            | —         | —         | 31:25.7   | 41.     | [ 17 ] |
| Renaud Jay                                                   | sprint mężczyzn            | 2:51.86      | 16. Q        | 3:35.80      | 6.           | NQ        | NQ        | NQ        | 27.     | [ 18 ] |
| Richard Jouve                                                | bieg indywidualny mężczyzn | —            | —            | —            | —            | —         | —         | 41:56.6   | 49.     | [ 19 ] |
| Richard Jouve                                                | sprint mężczyzn            | 2:47.93      | 4. Q         | 2:57.92      | 1. Q         | 2:52.31   | 3.        | NQ        | 7.      | [ 19 ] |
| Hugo Lapalus                                                 | bieg indywidualny mężczyzn | —            | —            | —            | —            | —         | —         | 39:09.6   | 7.      | [ 20 ] |
| Hugo Lapalus                                                 | bieg łączony mężczyzn      | —            | —            | —            | —            | —         | —         | DNF       | DNF     | [ 20 ] |
| Jules Lapierre                                               | bieg łączony mężczyzn      | —            | —            | —            | —            | —         | —         | 1:20:21.8 | 14.     | [ 21 ] |
| Jules Lapierre                                               | bieg masowy mężczyzn       | —            | —            | —            | —            | —         | —         | 1:13:50.3 | 15.     | [ 21 ] |
| Maurice Manificat                                            | bieg indywidualny mężczyzn | —            | —            | —            | —            | —         | —         | 39:49.7   | 12.     | [ 22 ] |
| Maurice Manificat                                            | bieg łączony mężczyzn      | —            | —            | —            | —            | —         | —         | 1:21:17.5 | 23.     | [ 22 ] |
| Maurice Manificat                                            | bieg masowy mężczyzn       | —            | —            | —            | —            | —         | —         | 1:12:30.3 | 10.     | [ 22 ] |
| Clément Parisse                                              | bieg łączony mężczyzn      | —            | —            | —            | —            | —         | —         | 1:20:07.0 | 10.     | [ 23 ] |
| Clément Parisse                                              | bieg masowy mężczyzn       | —            | —            | —            | —            | —         | —         | 1:12:01.5 | 7.      | [ 23 ] |
| Léna Quintin                                                 | sprint kobiet              | 3:24.19      | 31. Q        | NQ           | NQ           | NQ        | NQ        | NQ        | 31.     | [ 24 ] |
| Mélissa Gal Léna Quintin                                     | sprint drużynowy kobiet    | —            | —            | —            | —            | 23:26.28  | 5. LL     | 24:04.92  | 10.     | [ 25 ] |
| Richard Jouve Hugo Lapalus                                   | sprint drużynowy mężczyzn  | —            | —            | —            | —            | 20:17.36  | 2. Q      | 19:58.37  | 7.      | [ 26 ] |
| Léna Quintin Delphine Claudel Flora Dolci Mélissa Gal        | sztafeta kobiet            | —            | —            | —            | —            | —         | —         | 59:03.9   | 12.     | [ 27 ] |
| Richard Jouve Hugo Lapalus Clément Parisse Maurice Manificat | sztafeta mężczyzn          | —            | —            | —            | —            | —         | —         | 1:56:07.1 | brąz    | [ 28 ] |

### Bobsleje
| Zawodnik                                                          | Konkurencja      | 1. przejazd | 1. przejazd | 2. przejazd | 2. przejazd | 3. przejazd | 3. przejazd | 4. przejazd | 4. przejazd | Suma    | Suma    | Źródło |
| Zawodnik                                                          | Konkurencja      | Czas        | Miejsce     | Czas        | Miejsce     | Czas        | Miejsce     | Czas        | Miejsce     | Czas    | Miejsce | Źródło |
| ----------------------------------------------------------------- | ---------------- | ----------- | ----------- | ----------- | ----------- | ----------- | ----------- | ----------- | ----------- | ------- | ------- | ------ |
| Margot Boch                                                       | monobob kobiet   | 1:05.77     | 14          | 1:05.51     | 4           | 1:06.01     | 12          | 1:06.53     | 16          | 4:23.82 | 11.     | [ 29 ] |
| Margot Boch Carla Sénéchal                                        | dwójki kobiet    | 1:01.90     | 12.         | 1:02.32     | 17.         | 1:02.20     | 15.         | 1:01.97     | 10.         | 4:08.39 | 13.     | [ 30 ] |
| Romain Heinrich Dorian Hauterville                                | dwójki mężczyzn  | 59.93       | 16.         | 1:00.04     | 11.         | 59.92       | 12.         | 1:00.05     | 10.         | 3:59.94 | 12.     | [ 31 ] |
| Romain Heinrich Dorian Hauterville Jérôme Laporal Lionel Lefebvre | czwórki mężczyzn | 59.29       | 15.         | 59.53       | 12.         | 59.29       | 13.         | 1:00.06     | 19.         | 3:58.17 | 19.     | [ 32 ] |

### Kombinacja norweska
| Zawodnik                                                     | Konkurencja                     | Skok                    | Skok                         | Skok    | Bieg                                    | Bieg    | Miejsce | Źródło        |
| Zawodnik                                                     | Konkurencja                     | Odległość               | Punkty                       | Miejsce | Czas                                    | Miejsce | Miejsce | Źródło        |
| ------------------------------------------------------------ | ------------------------------- | ----------------------- | ---------------------------- | ------- | --------------------------------------- | ------- | ------- | ------------- |
| Mattéo Baud                                                  | skocznia normalna/bieg na 10 km | 97,5                    | 111,3                        | 12.     | 25:42.0                                 | 25.     | 18.     | [ 33 ]        |
| Mattéo Baud                                                  | skocznia duża/bieg na 10 km     | 127,5                   | 103,7                        | 16.     | 26:54.4                                 | 20.     | 21.     | [ 33 ]        |
| Gaël Blondeau                                                | skocznia normalna/bieg na 10 km | 91,0                    | 91,3                         | 30.     | 25:56.3                                 | 27.     | 31.     | [ 34 ]        |
| Gaël Blondeau                                                | skocznia duża/bieg na 10 km     | 103,5                   | 59,3                         | 41.     | 27:20.8                                 | 26.     | 40.     | [ 34 ]        |
| Antoine Gérard                                               | skocznia normalna/bieg na 10 km | DSQ                     | DSQ                          | DSQ     | NQ                                      | NQ      | -       | [ 35 ]        |
| Antoine Gérard                                               | skocznia duża/bieg na 10 km     | 129,5                   | 101,9                        | 18.     | 26:20.4                                 | 11.     | 14.     | [ 35 ]        |
| Laurent Mühlethaler                                          | skocznia normalna/bieg na 10 km | 94,0                    | 102,4                        | 21.     | 26:24.6                                 | 31.     | 28.     | [ 36 ]        |
| Laurent Mühlethaler                                          | skocznia duża/bieg na 10 km     | 123,5                   | 96,9                         | 24.     | 27:27.6                                 | 27.     | 26.     | [ 36 ]        |
| Mattéo Baud Gaël Blondeau Antoine Gérard Laurent Mühlethaler | drużynowo                       | 130,0 111,0 125,5 127,0 | 114,9 81,4 103,2 110,5 410,0 | 5.      | 12:46,5 12:53,2 12:40,3 13:13,1 51:33,1 | 6.      | 5.      | [ 37 ] [ 38 ] |

### Łyżwiarstwo figurowe
| Zawodnik                              | Konkurencja   | SP / RD | SP / RD | FS / FD | FS / FD | Nota łączna | Nota łączna | Źródło |
| Zawodnik                              | Konkurencja   | Punkty  | Poz.    | Punkty  | Poz.    | Punkty      | Poz.        | Źródło |
| ------------------------------------- | ------------- | ------- | ------- | ------- | ------- | ----------- | ----------- | ------ |
| Kévin Aymoz                           | soliści       | 93.00   | 10. Q   | 161.80  | 15.     | 254.80      | 12.         | [ 39 ] |
| Gabriella Papadakis Guillaume Cizeron | pary taneczne | 90.83   | 1. Q    | 136.15  | 1.      | 226.98      | złoto       | [ 40 ] |
| Adam Siao Him Fa                      | soliści       | 86.74   | 14. Q   | 163.41  | 13.     | 250.15      | 14.         | [ 41 ] |

### Narciarstwo alpejskie
| Zawodnik              | Konkurencja              | 1 przejazd | 1 przejazd | 2 przejazd | 2 przejazd | Łącznie | Łącznie | Źródło |
| Zawodnik              | Konkurencja              | Czas       | Pozycja    | Czas       | Pozycja    | Czas    | Pozycja | Źródło |
| --------------------- | ------------------------ | ---------- | ---------- | ---------- | ---------- | ------- | ------- | ------ |
| Nils Allègre          | supergigant mężczyzn     | —          | —          | —          | —          | 1:23.24 | 26.     | [ 42 ] |
| Matthieu Bailet       | supergigant mężczyzn     | —          | —          | —          | —          | DNF     | DNF     | [ 43 ] |
| Matthieu Bailet       | zjazd mężczyzn           | —          | —          | —          | —          | 1:45.23 | 27.     | [ 43 ] |
| Camille Cerutti       | zjazd kobiet             | —          | —          | —          | —          | DNF     | DNF     | [ 44 ] |
| Johan Clarey          | zjazd mężczyzn           | —          | —          | —          | —          | 1:42:79 | srebro  | [ 45 ] |
| Clara Direz           | slalom gigant kobiet     | 1:00.24    | 23.        | 59.09      | 19.        | 1:59.33 | 19.     | [ 46 ] |
| Mathieu Faivre        | slalom gigant mężczyzn   | 1:03.01    | 3.         | 1:07.68    | 13.        | 2:10.69 | brąz    | [ 47 ] |
| Thibaut Favrot        | slalom gigant mężczyzn   | 1:03.12    | 5.         | 1:07.92    | 14.        | 2:11.04 | 5.      | [ 48 ] |
| Coralie Frasse-Sombet | slalom gigant kobiet     | 1:00.91    | 26.        | 57.69      | 3.         | 1:58.60 | 17.     | [ 49 ] |
| Laura Gauché          | supergigant kobiet       | —          | —          | —          | —          | 1:14.87 | 16.     | [ 50 ] |
| Laura Gauché          | superkombinacja kobiet   | 1:34.08    | 17.        | 55.96      | 6.         | 2:30.04 | 8.      | [ 50 ] |
| Laura Gauché          | zjazd kobiet             | —          | —          | —          | —          | 1:33.47 | 10.     | [ 50 ] |
| Tiffany Gauthier      | supergigant kobiet       | —          | —          | —          | —          | 1:16.20 | 28.     | [ 51 ] |
| Tiffany Gauthier      | zjazd kobiet             | —          | —          | —          | —          | DNF     | DNF     | [ 51 ] |
| Blaise Giezendanner   | supergigant mężczyzn     | —          | —          | —          | —          | 1:21.26 | 9.      | [ 52 ] |
| Blaise Giezendanner   | zjazd mężczyzn           | —          | —          | —          | —          | 1:45:00 | 26.     | [ 52 ] |
| Romane Miradoli       | supergigant kobiet       | —          | —          | —          | —          | 1:14.41 | 11.     | [ 53 ] |
| Romane Miradoli       | superkombinacja kobiet   | 1:32.95    | 4.         | DNF        | DNF        | DNF     | DNF     | [ 53 ] |
| Romane Miradoli       | zjazd kobiet             | —          | —          | —          | —          | 1:33.93 | 13.     | [ 53 ] |
| Maxence Muzaton       | zjazd mężczyzn           | —          | —          | —          | —          | 1:43:82 | 11.     | [ 54 ] |
| Nastasia Noens        | slalom kobiet            | 54.68      | 24.        | 53.18      | 15.        | 1:47.86 | 19.     | [ 55 ] |
| Clément Noël          | slalom mężczyzn          | 54.30      | 6.         | 49.79      | 1.         | 1:44.09 | złoto   | [ 56 ] |
| Alexis Pinturault     | slalom mężczyzn          | 55.12      | 15.        | 51.03      | 20.        | 1:46.15 | 16.     | [ 57 ] |
| Alexis Pinturault     | slalom gigant mężczyzn   | 1:03.99    | 11.        | 1:07.05    | 4.         | 2:11.04 | 5.      | [ 57 ] |
| Alexis Pinturault     | supergigant mężczyzn     | —          | —          | —          | —          | 1:21.36 | 11.     | [ 57 ] |
| Alexis Pinturault     | superkombinacja mężczyzn | 1:45:04    | 11.        | DNF        | DNF        | DNF     | DNF     | [ 57 ] |
| Cyprien Sarrazin      | slalom gigant mężczyzn   | DNF        | DNF        | NQ         | NQ         | NQ      | -       | [ 58 ] |
| Tessa Worley          | slalom gigant kobiet     | 58.93      | 7.         | DNF        | DNF        | DNF     | DNF     | [ 59 ] |
| Tessa Worley          | supergigant kobiet       | —          | —          | —          | —          | 1:15.30 | 19.     | [ 59 ] |

drużynowe
| Zawodnicy                                                                                      | Konkurencja      | 1/8 finału       | Ćwierćfinał      | Półfinał         | Mecz o brązowy medal | Finał            | Miejsce | Źródło |
| Zawodnicy                                                                                      | Konkurencja      | Przeciwnik Wynik | Przeciwnik Wynik | Przeciwnik Wynik | Przeciwnik Wynik     | Przeciwnik Wynik | Miejsce | Źródło |
| ---------------------------------------------------------------------------------------------- | ---------------- | ---------------- | ---------------- | ---------------- | -------------------- | ---------------- | ------- | ------ |
| Clara Direz Coralie Frasse Sombet Tessa Worley Mathieu Faivre Thibaut Favrot Alexis Pinturault | zawody drużynowe | Czechy · W 3–1   | Norwegia · P 2–2 | NQ               | NQ                   | NQ               | 5.      | [ 60 ] |

### Narciarstwo dowolne
big air, halfpipe i slopestyle
| Zawodnik         | Konkurencja         | Kwalifikacje | Kwalifikacje | Kwalifikacje | Kwalifikacje | Kwalifikacje | Finał | Finał | Finał | Finał  | Miejsce | Źródło |
| Zawodnik         | Konkurencja         | Z1           | Z2           | Z3           | W            | M            | Z1    | Z2    | Z3    | W      | Miejsce | Źródło |
| ---------------- | ------------------- | ------------ | ------------ | ------------ | ------------ | ------------ | ----- | ----- | ----- | ------ | ------- | ------ |
| Antoine Adelisse | big air mężczyzn    | 79.50        | 66.00        | 83.75        | 163.25       | 15.          | NQ    | NQ    | NQ    | NQ     | 15.     | [ 61 ] |
| Antoine Adelisse | slopestyle mężczyzn | DNS          | DNS          | DNS          | DNS          | DNS          | NQ    | NQ    | NQ    | NQ     | -       | [ 61 ] |
| Tess Ledeux      | big air kobiet      | 90.50        | 80.50        | 20.00        | 171.00       | 2. Q         | 94.50 | 93.00 | 73.25 | 187.50 | srebro  | [ 62 ] |
| Tess Ledeux      | slopestyle kobiet   | 22.13        | 68.13        | —            | 68.13        | 9. Q         | 72.91 | 23.08 | 28.81 | 72.91  | 7.      | [ 62 ] |
| Kevin Rolland    | halfpipe mężczyzn   | 65.25        | 75.25        | —            | 75.25        | 10. Q        | 54.75 | 77.25 | 79.25 | 79.25  | 6.      | [ 63 ] |

jazda po muldach
| Zawodnicy        | Konkurencja               | Kwalifikacje | Kwalifikacje | Kwalifikacje | Kwalifikacje | Kwalifikacje | Kwalifikacje | Finał      | Finał      | Finał      | Finał      | Finał      | Finał      | Finał      | Finał      | Finał      | Miejsce | Źródło |
| Zawodnicy        | Konkurencja               | Przejazd 1   | Przejazd 1   | Przejazd 1   | Przejazd 2   | Przejazd 2   | Przejazd 2   | Przejazd 1 | Przejazd 1 | Przejazd 1 | Przejazd 2 | Przejazd 2 | Przejazd 2 | Przejazd 3 | Przejazd 3 | Przejazd 3 | Miejsce | Źródło |
| Zawodnicy        | Konkurencja               | Czas         | Punkty       | Miejsce      | Czas         | Punkty       | Miejsce      | Czas       | Punkty     | Miejsce    | Czas       | Punkty     | Miejsce    | Czas       | Punkty     | Miejsce    | Miejsce | Źródło |
| ---------------- | ------------------------- | ------------ | ------------ | ------------ | ------------ | ------------ | ------------ | ---------- | ---------- | ---------- | ---------- | ---------- | ---------- | ---------- | ---------- | ---------- | ------- | ------ |
| Camille Cabrol   | jazda po muldach kobiet   | 30.61        | 49.47        | 20.          | 30.75        | 54.41        | 10. Q        | 30.03      | 56.15      | 18.        | NQ         | NQ         | NQ         | NQ         | NQ         | NQ         | 18.     | [ 64 ] |
| Benjamin Cavet   | jazda po muldach mężczyzn | 23.52        | 61.42        | 3. Q         | BYE          | BYE          | BYE          | 24.26      | 61.79      | 6. Q       | 24.48      | 63.10      | 4. Q       | 24.60      | 63.88      | 4.         | 4.      | [ 65 ] |
| Perrine Laffont  | jazda po muldach kobiet   | 27.81        | 64.45        | 2. Q         | BYE          | BYE          | BYE          | 27.73      | 63.11      | 3. Q       | 27.93      | 61.10      | 5. Q       | 28.04      | 60.96      | 4.         | 4.      | [ 66 ] |
| Sacha Theocharis | jazda po muldach mężczyzn | 24.96        | 55.41        | 22.          | 25.56        | 61.12        | 8. Q         | 24.65      | 61.10      | 11. Q      | 24.70      | 58.97      | 11.        | NQ         | NQ         | NQ         | 11.     | [ 67 ] |

skicross
| Zawodnicy             | Konkurencja       | Rozstawienie | Rozstawienie | 1/8 finału | Ćwierćfinał | Półfinał | Finał/Finał B | Miejsce | Źródło |
| Zawodnicy             | Konkurencja       | Czas         | Miejsce      | Pozycja    | Pozycja     | Pozycja  | Pozycja       | Miejsce | Źródło |
| --------------------- | ----------------- | ------------ | ------------ | ---------- | ----------- | -------- | ------------- | ------- | ------ |
| Alizée Baron          | skicross kobiet   | DNS          | DNS          | NQ         | NQ          | NQ       | NQ            | -       | [ 68 ] |
| Jean-Frédéric Chapuis | skicross mężczyzn | 1:13.20      | 16.          | 3.         | NQ          | NQ       | NQ            | 20.     | [ 69 ] |
| Jade Grillet-Aubert   | skicross kobiet   | 1:19.54      | 16.          | 2. Q       | 4.          | NQ       | NQ            | 20.     | [ 70 ] |
| Bastien Midol         | skicross mężczyzn | 1:12.55      | 9.           | 2. Q       | 3.          | NQ       | NQ            | 11.     | [ 71 ] |
| François Place        | skicross mężczyzn | 1:12.83      | 11.          | 1. Q       | 2. Q        | 4. QB    | 4.            | 8.      | [ 72 ] |
| Térence Tchiknavorian | skicross mężczyzn | 1:12.85      | 12.          | 3.         | NQ          | NQ       | NQ            | 18.     | [ 73 ] |

### Short track
| Zawodnik                                                               | Konkurencja       | Kwalifikacje | Kwalifikacje | Ćwierćfinał | Ćwierćfinał | Półfinał | Półfinał | Finał/Finał B | Finał/Finał B | Miejsce | Źródło |
| Zawodnik                                                               | Konkurencja       | Czas         | Pozycja      | Czas        | Pozycja     | Czas     | Pozycja  | Czas          | Pozycja       | Miejsce | Źródło |
| ---------------------------------------------------------------------- | ----------------- | ------------ | ------------ | ----------- | ----------- | -------- | -------- | ------------- | ------------- | ------- | ------ |
| Gwendoline Daudet                                                      | 500 m kobiet      | 45.515       | 4.           | NQ          | NQ          | NQ       | NQ       | NQ            | NQ            | 29.     | [ 74 ] |
| Gwendoline Daudet                                                      | 1000 m kobiet     | 1:31.734     | 3.           | NQ          | NQ          | NQ       | NQ       | NQ            | NQ            | 23.     | [ 74 ] |
| Gwendoline Daudet                                                      | 1500 m kobiet     | —            | —            | 2:23.607    | 6.          | NQ       | NQ       | NQ            | NQ            | 30.     | [ 74 ] |
| Quentin Fercoq                                                         | 500 m mężczyzn    | 40.548       | 4.           | NQ          | NQ          | NQ       | NQ       | NQ            | NQ            | 25.     | [ 75 ] |
| Quentin Fercoq                                                         | 1000 m mężczyzn   | 1:23.917     | 2. Q         | 1:24.411    | 3.          | NQ       | NQ       | NQ            | NQ            | 11.     | [ 75 ] |
| Quentin Fercoq                                                         | 1500 m mężczyzn   | —            | —            | 2:15.347    | 4.          | NQ       | NQ       | NQ            | NQ            | 23.     | [ 75 ] |
| Tifany Huot-Marchand                                                   | 500 m kobiet      | 54.758       | 4.           | NQ          | NQ          | NQ       | NQ       | NQ            | NQ            | 30.     | [ 76 ] |
| Tifany Huot-Marchand                                                   | 1000 m kobiet     | DSQ          | DSQ          | NQ          | NQ          | NQ       | NQ       | NQ            | NQ            | -       | [ 76 ] |
| Tifany Huot-Marchand                                                   | 1500 m kobiet     | —            | —            | 2:23.784    | 6.          | NQ       | NQ       | NQ            | NQ            | 31.     | [ 76 ] |
| Sébastien Lepape                                                       | 500 m mężczyzn    | 42.081       | 2. Q         | 46.814      | 5.          | NQ       | NQ       | NQ            | NQ            | 20.     | [ 77 ] |
| Sébastien Lepape                                                       | 1000 m mężczyzn   | 1:26.069     | 4.           | NQ          | NQ          | NQ       | NQ       | NQ            | NQ            | 26.     | [ 77 ] |
| Sébastien Lepape                                                       | 1500 m mężczyzn   | —            | —            | 2:41.547    | 5.          | NQ       | NQ       | NQ            | NQ            | 29.     | [ 77 ] |
| Quentin Fercoq Sébastien Lepape Gwendoline Daudet Tifany Huot-Marchand | sztafeta mieszana | —            | —            | 2:51.221    | 4.          | NQ       | NQ       | NQ            | NQ            | 12.     | [ 78 ] |

### Skoki narciarskie
| Zawodnik          | Konkurencja              | Kwalifikacje | Kwalifikacje | Kwalifikacje | Runda 1.  | Runda 1. | Runda 1. | Runda 2.  | Runda 2. | Runda 2. | Suma   | Suma    | Źrodło |
| Zawodnik          | Konkurencja              | Odległość    | Punkty       | Miejsce      | Odległość | Punkty   | Miejsce  | Odległość | Punkty   | Miejsce  | Punkty | Miejsce | Źrodło |
| ----------------- | ------------------------ | ------------ | ------------ | ------------ | --------- | -------- | -------- | --------- | -------- | -------- | ------ | ------- | ------ |
| Julia Clair       | skocznia normalna kobiet | —            | —            | —            | 64,0      | 43,3     | 34.      | NQ        | NQ       | NQ       | NQ     | 34.     | [ 79 ] |
| Joséphine Pagnier | skocznia normalna kobiet | —            | —            | —            | 96,0      | 102,1    | 7. Q     | 78,5      | 77,4     | 22.      | 179,5  | 11.     | [ 80 ] |

### Snowboarding
freestyle
| Zawodnik       | Konkurencja         | Kwalifikacje | Kwalifikacje | Kwalifikacje | Kwalifikacje | Kwalifikacje | Finał | Finał | Finał | Finał | Miejsce | Źródło |
| Zawodnik       | Konkurencja         | Z1           | Z2           | Z3           | W            | M            | Z1    | Z2    | Z3    | W     | Miejsce | Źródło |
| -------------- | ------------------- | ------------ | ------------ | ------------ | ------------ | ------------ | ----- | ----- | ----- | ----- | ------- | ------ |
| Lucile Lefevre | big air kobiet      | 19.00        | 15.00        | 20.00        | 20.00        | 29.          | NQ    | NQ    | NQ    | NQ    | 29.     | [ 81 ] |
| Lucile Lefevre | slopestyle kobiet   | 23.16        | 21.98        | —            | 23.16        | 27.          | NQ    | NQ    | NQ    | NQ    | 27.     | [ 81 ] |
| Liam Tourki    | slopestyle mężczyzn | 25.50        | 11.50        | —            | 25.50        | 20.          | NQ    | NQ    | NQ    | NQ    | 20.     | [ 82 ] |

snowboard cross
| Zawodnik                                     | Konkurencja               | Rozstawienie | Rozstawienie | 1/8 finału | Ćwierćfinał | Półfinał | Finał   | Miejsce | Źródło |
| Zawodnik                                     | Konkurencja               | Czas         | Miejsce      | Pozycja    | Pozycja     | Pozycja  | Pozycja | Miejsce | Źródło |
| -------------------------------------------- | ------------------------- | ------------ | ------------ | ---------- | ----------- | -------- | ------- | ------- | ------ |
| Loan Bozzolo                                 | snowboard cross mężczyzn  | 1:19.23      | 24.          | 2. Q       | 3.          | NQ       | NQ      | 11.     | [ 83 ] |
| Léo Le Blé Jaques                            | snowboard cross mężczyzn  | 1:21.06      | 30.          | 2. Q       | 3.          | NQ       | NQ      | 12.     | [ 84 ] |
| Julia Pereira de Sousa Mabileau              | snowboard cross kobiet    | 1:23.89      | 6.           | 1. Q       | 2. Q        | DNF      | 1. FB   | 5.      | [ 85 ] |
| Manon Petit-Lenoir                           | snowboard cross kobiet    | 1:24.96      | 12.          | 4.         | NQ          | NQ       | NQ      | 26.     | [ 86 ] |
| Merlin Surget                                | snowboard cross mężczyzn  | 1:18.64      | 16.          | 2. Q       | 2. Q        | 3.       | 1. FB   | 5.      | [ 87 ] |
| Alexia Queyrel                               | snowboard cross kobiet    | 1:25.17      | 21.          | 3.         | NQ          | NQ       | NQ      | 21.     | [ 88 ] |
| Chloé Trespeuch                              | snowboard cross kobiet    | 1:24.27      | 8.           | 1. Q       | 2. Q        | 2. Q     | 2.      | srebro  | [ 89 ] |
| Loan Bozzolo Julia Pereira de Sousa Mabileau | drużynowy snowboard cross | —            | —            | —          | 3.          | NQ       | NQ      | 9.      | [ 90 ] |
| Merlin Surget Chloé Trespeuch                | drużynowy snowboard cross | —            | —            | —          | 4.          | NQ       | NQ      | 13.     | [ 90 ] |